# Pereira Passos
Pereira Passos   (Piraí, 29 d'agost de 1836 - Rio de Janeiro, 12 de març de 1913) va ser un dels més destacats alcaldes de la ciutat de Rio de Janeiro, llavors capital de Brasil. De professió enginyer, la seva administració entre 1902 i 1906 va ser alhora polèmica i modernitzadora.
Al mateix temps en què bona part dels habitants de Rio donaven l'esquena al seu govern a causa de la gran quantitat d'expropiacions i la seva fèrria política d'acabar amb la "ciutat colonial" (que va incloure nombroses demolicions que van portar a molts pobladors a emigrar a assentaments irregulars, la qual cosa suposaria el sorgiment de les faveles), va transformar Rio de Janeiro i la va convertir en la Cidade Maravilhosa. La reforma urbana que va liderar va portar al sanejament de la ciutat, va convertir Rio en una ciutat àgil i moderna, i va integrar definitivament el port i el Centre amb la Zona Sud.
Entre les obres més importants que va impulsar es troben l'emblemàtica avinguda Rio Branco i la costanera Beira-Mar, la construcció del Theatro Municipal do Rio de Janeiro a Cinelândia i l'anivellació del terreny que va donar pas a l'Aterro do Flamengo, una àrea que avui ocupa 1.200.000 metres quadrats guanyats al mar, així com la arbrat de diverses àrees, la canalització del riu Carioca i l'inici de la construcció del nou edifici de l'Escola Nacional de Belles arts i del Congrés Nacional.

## Biografia
Francisco Pereira Passos va néixer el 29 d'agost de 1836 en el municipi de Piraí, estat de Rio de Janeiro. Fill d'Antônio Pereira Passos, Baró de Mangaratiba, i Clara Oliveira Passos, Francisco va ser criat en la Fazenda do Balsamo, una gran hisenda de cafè situada en el municipi de São João Marcos, que abans de ser elevat a la condició de vila per Joan VI de Portugal, el 1813, pertanyia a la Vila i Municipi de Resende, actualment districte de Rio Claro.
Pereira Passos va fer els seus primers estudis a la seva casa paterna i, en arribar als 14 anys, el seu pare va determinar que anés a estudiar al Colégio São Pedro de Alcântara, a la ciutat de Rio de Janeiro, on va completar els seus estudis preparatoris. Floriano Peixoto i Oswaldo Cruz van ser els seus companys de curs.
Al març de 1852 va ingressar a l'Escola Militar, futura Escola Politècnica de Rio de Janeiro, obtenint el 24 de desembre de 1856 el títol de batxiller en Ciències Físiques i Matemàtiques, que li atorgava el diploma d'enginyer civil.
Pereira Passos va viatjar a París com a agregat brasiler el 1857, on va romandre fins a finals de 1860. Allà va completar els seus estudis d'enginyeria en l'École Nationale des Ponts et Chaussées, i va realitzar pràctiques com a enginyer en la construcció del ferrocarril Paris-Lyon-Mediterranée, les obres del port de Marsella i en l'obertura del túnel al Mont Cennis. També va assistir a una de les etapes més delicades de la reforma empresa per Georges Eugène Haussmann, prefecte del Departament del Sena.

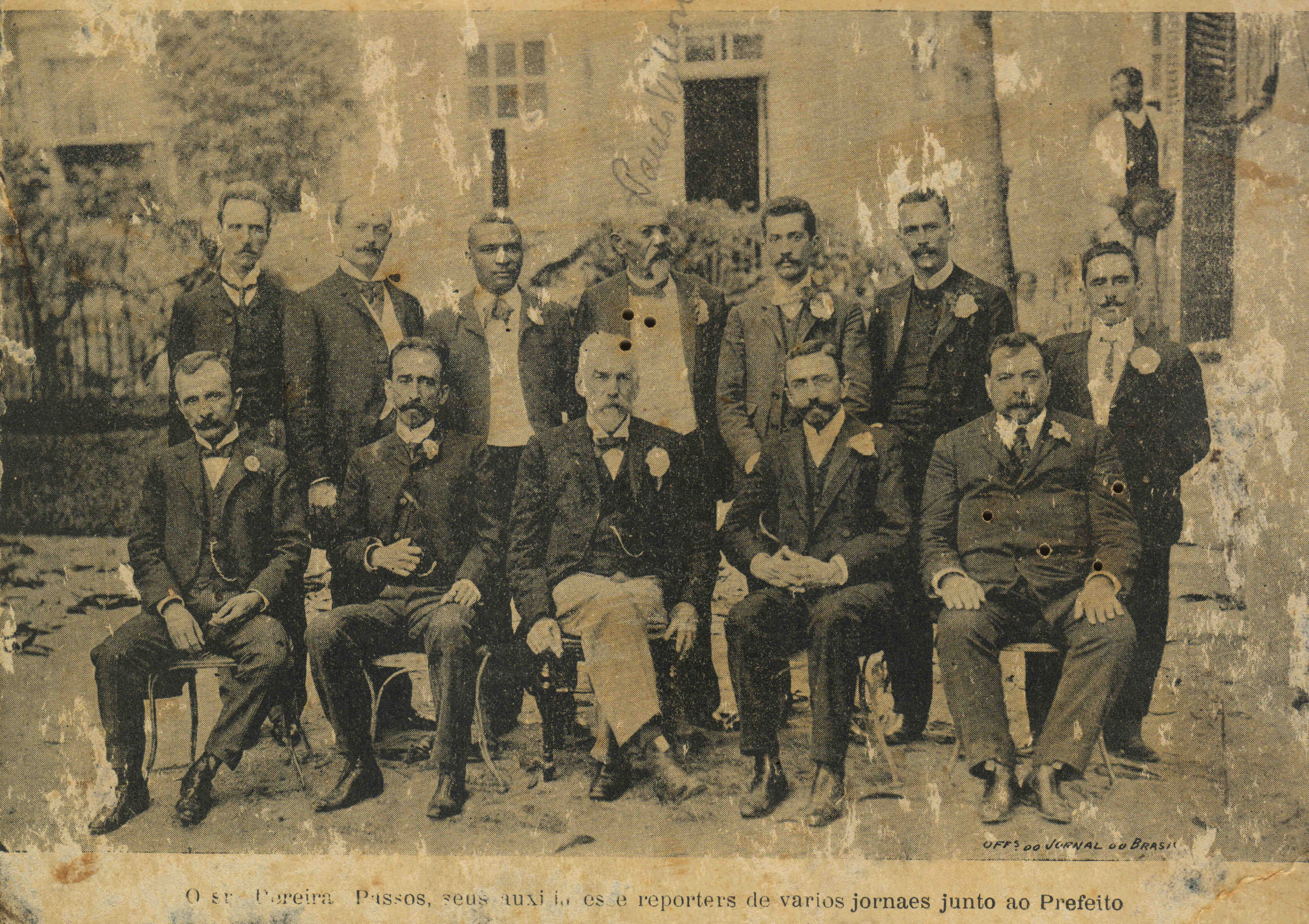
L’alcalde Pereira Passos (1836-1913) envoltat dels seus ajudants i periodistes de diversos diaris. Darrere de Pereira Passos, dret, hi ha el paisatgista francès Paul Villon (1841-1905), aleshores un dels ajudants de l'alcalde.

Just abans de la Revolució de 1848, va veure emergir dels barris arrasats de París la nova metròpolis que serviria de model mundial per a renovacions urbanes similars. La remodelació de l'espai urbà parisenc encapçalat per Haussmann entre 1852 i 1870 va influir en Pereira Passos, que va tornar a Brasil el 1860 per dedicar-se a l'expansió de la xarxa ferroviària per acompanyar el creixement de l'economia cafetera.
El setembre del 1869 va ser nomenat president enginyer de l'Estrada de Ferro Dom Pedro II i, el 10 de desembre de 1870, va rebre el càrrec de consultor tècnic del Ministeri d'Agricultura i Obres Públiques. L'any següent, en companyia del baró de Mauá, va tornar a Europa com a Inspector Especial de les Estradas de Ferro subvencionades pel govern imperial. De gira pel continent va estudiar diverses tècniques que després aplicaria a Brasil, com el tren de cremallera que s'implementaria en l'ascens de la serra cap a Petrópolis. Anys més tard, el 1882, va construir el primer sistema ferroviari turístic del país, l'Estrada do Ferro del turó Corcovado.
El 1874 va ser nomenat enginyer del Ministeri de l'Imperi, presidit llavors pel Conselheiro João Alfredo, conegut pels seus ideals abolicionistes. Més tard, Pereira Passos va integrar la comissió responsable de presentar un pla general de reformulació urbana per a Rio de Janeiro, que hauria de comptar amb l'eixamplament de carrers, construcció de grans avingudes, devastació de morros, canalitzacions de rius i altres mesures de gran impacte per a una ciutat "reconegudament insalubre i exposada a tota mena de malalties i epidèmies".
De l'estudi realitzat entre 1875 i 1876 va sorgir l'esbós del que seria el futur pla director de la ciutat, ja en l'administració Pereira Passos. És a dir, ell mateix va dirigir la comissió que va projectar el pla que implementaria prop de 30 anys després, ja com a alcalde de la ciutat.
El 1880 va viatjar una altra vegada a Europa, on va realitzar cursos a París i va visitar fàbriques, empreses de transport, siderúrgiques i obres públiques a Bèlgica i Holanda. De retorn a Brasil va tenir plens poders per resoldre tots els assumptes tècnics relatius a la xarxa ferroviària del Paraná.
El 1882, Pereira Passos va tornar a Rio de Janeiro i va assumir la presidència de la Companhia de Carros de São Cristóvão. Dos anys després, després de sanejar l'empresa, va proposar als seus principals accionistes un projecte per construir una gran avinguda. La iniciativa va ser aprovada i, tot i que no va prosperar, va ser la llavor de la futura Avinguda Central, que seria construïda vint anys després, durant la seva gestió com a alcalde de Rio, i que es va convertir en el gran marc de la seva administració.

## La seva administració a Rio de Janeiro
A "O Rio de Janeiro de Pereira Passos: Uma cidade em questão II", Giovanna Rosso Del Brenna divideix l'administració de Pereira Passos en quatre fases:
- 1902-1903: projectes i estratègies
- 1904: l'any de les demolicions
- 1905: repressió i consens
- 1906: l'any de les inauguracions

El 30 de desembre de 1902, tot just després d'assumir el càrrec com a alcalde de Rio de Janeiro (llavors capital de la república), Pereira Passos va començar a promulgar decrets tendents a extirpar vells hàbits ciutadans i imposar una disciplina d'acord amb al nou ordre republicà. Va prohibir el comerç ambulant de llet al centre de la ciutat i la venda de bitllets de loteria en carrers, places i diligències. Va suspendre les obres privades sense llicència de l'ajuntament. Va regular la «recollida i eliminació de gossos vagabunds». Va prohibir demanar almoines en la via pública, penjar-se dels tramvies, orinar i escopir als carrers, encendre fogates o focs artificials i celebrar festes populars sagrades i profanes com el carnestoltes, el batuque, les serenates, els cultes afro-brasilers i la celebració de Bumba-Meu-Boi. Fins i tot va arribar a idear un projecte de llei per acabar amb «la vergonya i la immundícia injustificable dels (pobladors) en mànigues de camisa i descalços als carrers de la ciutat».
L'abril van iniciar-se algunes demolicions per estendre carrers i avingudes, mentre es presentava el pla de remodelació de la ciutat.
1904 va ser un any de molts qüestionaments jurídics, principalment per part d'habitants i comerciants del Centre davant l'avançada de les demolicions. Pereira Passos també va ser durament criticat per la premsa, una constant durant tot el seu govern.
El procés de desapropiacions i la instauració de les vacunació obligatòria (que va liderar el ministre Oswaldo Cruz) va derivar en la Revolta de la Vacuna, que va començar el 14 de novembre de 1904, després de la revolta de l'Escola Militar de Praia Vermelha. Amb gran adhesió popular, la revolta va durar set dies i va acabar amb la implementació d'un estat de setge que es va perllongar fins a febrer de 1905 i el desterrament dels insurrectes cap a Acre (Brasil).

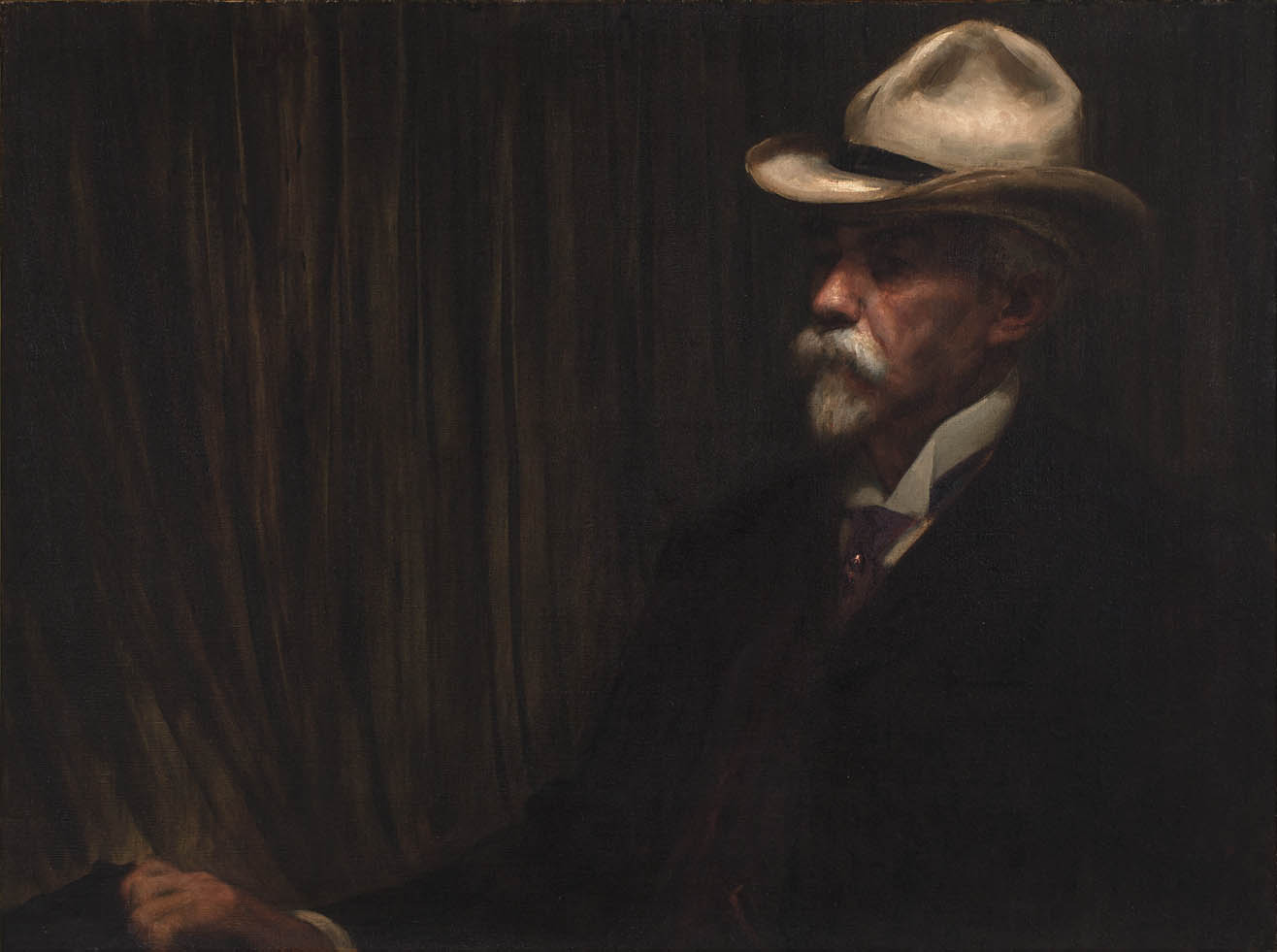
Eliseu Visconti - Retrat de Pereira Passos - c.1910 - Palácio da Cidade - Rio de Janeiro

Després arribarien més expropiacions i demolicions i la creació d'un impost del 25 % per a la renovació de calçades. En les inundacions de març de 1906 el govern va ser acusat de negligència en l'atenció de les víctimes.
Malgrat les crítiques, el mandat de Pereira Passos va transformar definitivament el perfil de la ciutat amb una colossal remodelació. La “ciutat colonial” va cedir lloc, de forma definitiva, a la “ciutat burgesa”, moderna, del segle xx, que tenia com a model les metròpolis europees. Després de l'administració de Pereira Passos, Rio de Janeiro va oblidar el malnom de Capital da Morte i va rebre el títol popular de Cidade Maravilhosa.

### Principals obres i llegat

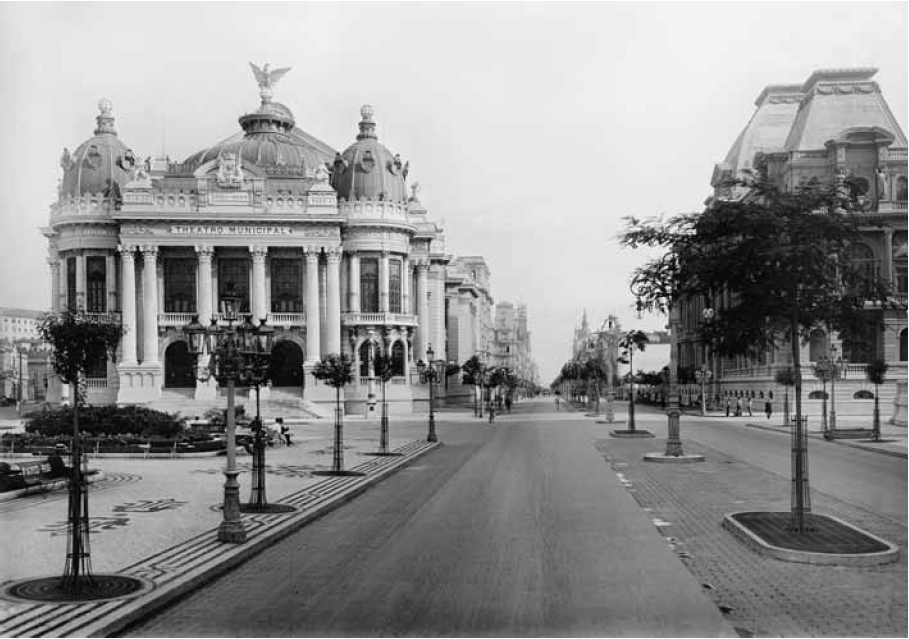
Avinguda Central. A l'esquerra, el teatre municipal i a la dreta, l'Escola Nacional de Belles Arts. Foto de Marc Ferrez (1909).

- 1903: inauguració del pavelló de Plaza XV de Novembre; extensió del carrer del Sagramento (avui Avinguda Passos), inauguració del Jardim do Alto da Boa Vista, inici de l'eixamplament de l'antiga Rua da Prainha (actual Rua do Acre).
- 1904: demolició del Morro do Castelo, construcció de l'acuari del Passeio Público.
- 1905: inici de la construcció del Theatro Municipal do Rio de Janeiro, inauguració de la nova autopista de Tijuca, decret d'eixamplament de Rua do Catete, prolongació de Rua Uruguaiana, decret de construcció de l'Avinguda Atlântica (Copacabana), inauguració de l'Avinguda Central (avui Rio Branco), inauguració de l'Escola-Modelo Tiradentes, decret d'obertura del carrer Gomes Freire d'Andrade i l'Avinguda Maracanã.
- 1906: eixamplament de Rua da Carioca, inauguració de la font del Jardim da Glória, inauguració de la nova Fortalesa na Ilha de Lage, inauguració del palau d'exposició permanent de São Luiz (futur Palácio do Monroe), conclusió de les obres de millorament del port de Rio de Janeiro i del Canal do Pispi, inauguració de les obres de millorament del Camp de São Cristóvão, inauguració de l'Avinguda Beira-Mar, inauguració de les casernes de Méier, Saúde, São Cristóvão i Botafogo; anivellació del terreny de les platges de Flamengo i Botafogo i la construcció de jardins, millores en el proveïment d'aigua per a Rio de Janeiro.

També va fer obres de sanejament de la ciutat, arbrat de diverses àrees, renovació de calçades, la canalització del Riu Carioca, l'inici de la construcció del nou edifici de l'Escola Nacional de Belles arts, inici de les obres de l'edifici del Congrés Nacional i la creació del Mercat Municipal.
La renovació modernitzadora de l'espai urbà de les administració Pereira Passos va redefinir els paràmetres de la imatge cartogràfica de Rio de Janeiro. La Comissió de la Carta Cadastral va incorporar en la cartografia les obres en execució i el paisatge natural, destacant parcs i places i emfatitzant els treballs de paisatgisme en l'ambient urbanitzat. A més, el poder públic va recórrer a la divulgació de les il·lustracions cartogràfiques del seu programa d'accions socials, transformant la cartografia en un instrument legitimador de les accions governamentals. L'Institut Municipal d'Urbanisme creat el 1998 va voler recordar el seu llegat i es va dir Pereira Passos (IPP), responsable pel planejament urbà, la producció d'informacions estadístiques, geogràfiques i cartogràfiques, el desenvolupament de projectes estratègics subsidiats per polítiques sectorials i estudis socioeconòmics.

## Pereira Passos i l'Himne a la Bandera
Pereira Passos va sol·licitar al poeta Olavo Bilac uns versos en homenatge a la bandera de Brasil, i va encomanar després al professor de música Francisco Braga una melodia d'acord amb aquestes estrofes. El 1906, l'himne va ser adoptat per l'ajuntament, després va començar a cantar-se en totes les escoles de Rio, i finalment es va estendre a les corporacions militars i altres unitats de la Federació. Així es va transformar extraoficialment en l'Himne a la Bandera Nacional.

## Defunció
Pereira Passos va morir el 12 de març de 1913, a bord de l'embarcació Araguaia, quan novament es trobava en viatge a Europa.